# Copa Eva Duarte
A Copa Eva Duarte foi realizada pela Real Federação Espanhola de Futebol entre 1947 e 1953, nos mesmos moldes da atual Supercopa da Espanha, o que significa dizer que sua função era promover o embate entre os campeões da Liga Espanhola e da Copa do Rei. Torneios idênticos, precursores da Copa Eva Duarte, já haviam sido realizados nas temporadas de 1940 e 1945, com as denominações de Copa dos Campeões e Copa de Ouro Argentina, respectivamente.

## Campeões
| Temporada | Campeão                 | Vice-Campeão                |
| --------- | ----------------------- | --------------------------- |
| 1947-48   | Real Madrid C.F.        | Valencia C.F.               |
| 1948-49   | FC Barcelona            | Sevilla F.C.                |
| 1949-50   | Valencia C.F.           | FC Barcelona                |
| 1950-51   | Athletic Club de Bilbao | Atlético de Madrid          |
| 1951-52   | Atlético de Madrid      | FC Barcelona                |
| 1952-53   | FC Barcelona            | (Campeão da Liga e da Copa) |
| 1953-54   | FC Barcelona            | (Campeão da Liga e da Copa) |